# To Redeem an Oath
To Redeem an Oath est un film muet américain réalisé par Frank Lloyd et sorti en 1915.

## Fiche technique
- Titre : To Redeem an Oath
- Réalisation : Frank Lloyd
- Scénario : James Dayton, Frank Lloyd
- Production : Carl Laemmle pour Universal Film Manufacturing Company
- Genre : Film dramatique
- Date de sortie :
  - États-Unis : 24 mars 1915

## Distribution
- Frank Lloyd : Frank Standish
- Helen Leslie : Helen
- Millard K. Wilson : le jeune frère
- Olive Carey : la nurse
- Marc Robbins